# United States Census 1980
Der United States Census 1980 war die 20. Volkszählung in den Vereinigten Staaten seit 1790. Sie wurde vom United States Census Bureau durchgeführt.

## Ergebnisse
Zum Stichtag am 1. April 1980 lebten in den USA 226.545.805 Menschen. Die Einwohnerzahl wuchs damit im Vergleich zu 1970 um 11,4 Prozent. Der bevölkerungsreichste Staat war Kalifornien mit 23,7 Millionen Einwohnern, der kleinste war letztmals Alaska mit 400.000. 1985 löste Wyoming Alaska als bevölkerungsärmsten Bundesstaat ab.
Die in den alle zehn Jahre stattfindenden Volkszählungen der Vereinigten Staaten ermittelten Einwohnerzahlen der Bundesstaaten sind der Schlüssel zur Festlegung der Anzahl der Abgeordneten aus diesen Bundesstaaten im Repräsentantenhaus der Vereinigten Staaten. Die Anpassung wird in der Regel im übernächsten Kongress nach einer Volkszählung vorgenommen. Die detaillierten Daten werden ab 2052 verfügbar sein, da nach Titel 13 der Bundesgesetzgebung die Daten nach Ablauf von 72 Jahren der Öffentlichkeit zugänglich gemacht werden. 

## Staaten nach Einwohnerzahl
Bundesstaaten der USA nach Einwohnerzahl im Jahr 1980.
| Rang | Bundesstaat          | Bevölkerung |
| ---- | -------------------- | ----------- |
| 1    | Kalifornien          | 23.669.000  |
| 2    | New York             | 17.557.000  |
| 3    | Texas                | 14.228.000  |
| 4    | Pennsylvania         | 11.867.000  |
| 5    | Illinois             | 11.419.000  |
| 6    | Ohio                 | 10.797.000  |
| 7    | Florida              | 9.739.000   |
| 8    | Michigan             | 9.259.000   |
| 9    | New Jersey           | 7.364.000   |
| 10   | North Carolina       | 5.874.000   |
| 11   | Massachusetts        | 5.737.000   |
| 12   | Indiana              | 5.491.000   |
| 13   | Georgia              | 5.464.000   |
| 14   | Virginia             | 5.346.000   |
| 15   | Missouri             | 4.917.000   |
| 16   | Wisconsin            | 4.706.000   |
| 17   | Tennessee            | 4.591.000   |
| 18   | Maryland             | 4.216.000   |
| 19   | Louisiana            | 4.203.000   |
| 20   | Washington           | 4.130.000   |
| 21   | Minnesota            | 4.077.000   |
| 22   | Alabama              | 3.891.000   |
| 23   | Kentucky             | 3.661.000   |
| 24   | South Carolina       | 3.119.000   |
| 25   | Connecticut          | 3.107.000   |
| 26   | Oklahoma             | 3.026.000   |
| 27   | Iowa                 | 2.914.000   |
| 28   | Colorado             | 2.890.000   |
| 29   | Arizona              | 2.718.000   |
| 30   | Oregon               | 2.632.000   |
| 31   | Mississippi          | 2.520.000   |
| 32   | Kansas               | 2.363.000   |
| 33   | Arkansas             | 2.285.000   |
| 34   | West Virginia        | 1.950.000   |
| 35   | Nebraska             | 1.570.000   |
| 36   | Utah                 | 1.461.000   |
| 37   | New Mexico           | 1.299.000   |
| 38   | Maine                | 1.125.000   |
| 39   | Hawaii               | 985.000     |
| 40   | Rhode Island         | 948.000     |
| 41   | Idaho                | 945.000     |
| 42   | New Hampshire        | 921.000     |
| 43   | Nevada               | 799.000     |
| 44   | Montana              | 787.000     |
| 45   | South Dakota         | 690.000     |
| 46   | North Dakota         | 654.000     |
| ...  | District of Columbia | 638.000     |
| 47   | Delaware             | 596.000     |
| 48   | Vermont              | 512.000     |
| 49   | Wyoming              | 471.000     |
| 50   | Alaska               | 400.000     |

## Städte nach Einwohnerzahl
Die 20 bevölkerungsreichsten Städte der USA nach Einwohnerzahl im Jahr 1970.
| Rang | Stadt            | Bundesstaat          | Bevölkerung |
| ---- | ---------------- | -------------------- | ----------- |
| 1    | New York City    | New York             | 7.071.639   |
| 2    | Chicago          | Illinois             | 3.005.072   |
| 3    | Los Angeles      | Kalifornien          | 2.966.850   |
| 4    | Philadelphia     | Pennsylvania         | 1.688.210   |
| 5    | Houston          | Texas                | 1.595.138   |
| 6    | Detroit          | Michigan             | 1.203.339   |
| 7    | Dallas           | Texas                | 904.078     |
| 8    | San Diego        | Kalifornien          | 875.538     |
| 9    | Phoenix          | Arizona              | 789.704     |
| 10   | Baltimore        | Maryland             | 786.775     |
| 11   | San Antonio      | Texas                | 785.880     |
| 12   | Indianapolis     | Indiana              | 700.807     |
| 13   | San Francisco    | Kalifornien          | 678.974     |
| 14   | Memphis          | Tennessee            | 646.356     |
| 15   | Washington, D.C. | District of Columbia | 638.333     |
| 16   | Milwaukee        | Wisconsin            | 636.212     |
| 17   | San Jose         | Kalifornien          | 629.442     |
| 18   | Cleveland        | Ohio                 | 573.822     |
| 19   | Columbus         | Ohio                 | 564.871     |
| 20   | Boston           | Massachusetts        | 562.994     |